# Severino Antinori
Severino Antinori (Civitella del Tronto, 6 settembre 1945) è un medico italiano.
Ginecologo, è diventato famoso per la sua posizione rispetto alla fecondazione in vitro e la clonazione umana.

## Biografia
Ha cominciato la sua carriera occupandosi di medicina e biologia veterinaria, con studi presso l'Università "La Sapienza" di Roma, dove si è laureato nel 1972. Inizialmente si è specializzato in gastroenterologia nel 1973, ma poi seguendo gli insegnamenti di Patrick Steptoe si è specializzato in ostetricia e ginecologia presso l'Università Cattolica Gemelli di Roma nel 1978, approfondendo gli studi sulle dinamiche riproduttive e sulla fertilità.
Ha seguito svariati incarichi tra cui Aiuto Primario di Ostetricia e Ginecologia presso l'Istituto Regina Elena dal 1980 al 1992 e direttore del servizio di fisiopatologia della riproduzione presso l'Istituto Materno Regina Elena dal 1985 al 1987.
Nel 1982 apre una clinica privata a Roma, dove nel 1986 comincia ricerche pionieristiche sull'iniezione intracitoplasmatica di sperma. Nel 1989 incomincia a sperimentare la fecondazione in vitro anche alle donne che hanno già raggiunto la menopausa: con il suo aiuto nel 1994 Rossana Della Corte, a 63 anni, rimane incinta e fu allora la partoriente più anziana del mondo.
Nell'inizio del 1998 si avvicina agli studi sulla clonazione umana, intravedendo in questa una possibilità per le coppie sterili. Nel 2002 annuncia di aver usato la clonazione per indurre la gravidanza in tre donne: la nascita del primo dei tre bambini clonati era prevista per il gennaio 2003, ma la riservatezza sui dati personali delle donne coinvolte non permette di avere delle certezze in merito. Questo ha dato adito a molte critiche sullo studio.
È stato professore a contratto presso la Scuola di Specializzazione di Ostetricia e Ginecologia dell'Università degli Studi di Pisa nel 1993, di Riproduzione Assistita presso la Scuola di Specializzazione di Ostetricia e Ginecologia e poi dell'Università degli Studi G. D'Annunzio di Chieti nel 1996. Inoltre professore a contratto di Infertilità di coppia e Fecondazione Assistita presso la Scuola di Specializzazione in Urologia presso l'Università degli Studi G. D'Annunzio di Chieti nel 1998 e di Fisiopatologia della Riproduzione presso la Scuola di Specializzazione in Endocrinologia dell II Università degli Studi di Roma Tor Vergata nel 1998. Dal 2003 al 2007 è stato professore a contratto di Fisiopatologia della Riproduzione della Cattedra di Ginecologia ed Ostetricia dell'Università di Modena e Reggio Emilia.
Ha lavorato a Roma nel suo centro R.A.P.R.U.I. ("Ricercatori Associati per la Riproduzione Umana e l'Infertilità di Coppia"), insieme - tra gli altri - con la moglie e le figlie Stella e Monica.
Attualmente lavora a Roma presso Ristemo Medica e presso la Clinica Day-Surgery Matris, un Centro Internazionale di Procreazione medico assistita di III Livello specializzata in Medicina della Procreazione, Ginecologia, Andrologia.

## Esperienze politiche
Antinori ha avuto anche esperienze politiche: nel 2000 si candidò alla presidenza della Regione Lazio supportato dalla lista Autonomia Liberale, ottenendo lo 0,25% dei voti.
Nel 2010 si è ricandidato al Consiglio regionale del Lazio con una lista civica presentata con Renata Polverini. Il programma della lista era incentrato essenzialmente su un'ottimizzazione della sanità laziale e un maggior controllo delle strutture private, allo scopo di controllare maggiormente le strutture convenzionate con il SSN.

## Procedimenti giudiziari
Il 13 maggio 2016 viene tratto in arresto, ai domiciliari, con l'accusa di "rapina aggravata" e "lesioni personali aggravate". I carabinieri del Nucleo Antisofisticazioni e Sanità hanno eseguito l'ordinanza del giudice per le indagini preliminari di Milano a seguito della denuncia di un'infermiera in prova nella clinica Matris, a cui lo stesso Antinori avrebbe prelevato tre ovuli contro la sua volontà, anestetizzandola con la forza, allo scopo di impiantare gli stessi ovuli, nel frattempo fecondati artificialmente, nell'utero di una cliente della clinica. Il 31 ottobre 2017 il medico è stato scagionato e l'infermiera accusata di calunnia nei suoi confronti. Il 15 febbraio 2018 il tribunale di Milano lo condanna a 7 anni e 2 mesi di reclusione, nonché all'interdizione a vita dai pubblici uffici e all'interdizione dall'esercizio della professione medica per 5 anni e 6 mesi per prelievo forzato di ovuli. Il 20 luglio 2018 il gup di Milano Alfonsa Ferraro lo proscioglie dall'accusa di traffico illegale di ovociti con la formula "il fatto non sussiste". In appello fu condannato a 7 anni e 10 mesi di carcere, secondo quanto dato a conoscere il 13 maggio 2019.